# Simona Fabjan
Simona Fabjan (* 7. Februar 1989 in Ljubljana) ist eine slowenische Beachvolleyballspielerin.

## Karriere
Seit 2004 bildet Simona Fabjan ein Duo mit ihrer Schwester Erika. Ihren ersten internationalen Auftritt hatten die Schwestern bei der Jugend-WM 2004 in Termoli. Ein Jahr später wurden sie in Saint-Quay-Portrieux Fünfter des gleichen Wettbewerbs. 2006 in Mysłowice und 2007 in Modena nahmen sie an den Junioren-Weltmeisterschaften teil. 2009 schafften sie zwei fünfte Plätze bei Satellite-Turnieren und wurden Neunte der U23-Europameisterschaft in Jantarny. Anschließend bestritten sie ihre ersten Open-Turniere. Bei der EM 2010 in Berlin kamen sie als Gruppendritte ins Achtelfinale und unterlagen dem deutschen Duo Köhler/Sude. 2011 in Kristiansand mussten sie in der Vorrunde unter anderem wieder gegen die Deutschen antreten und schieden ohne Satzgewinn als Gruppenletzte aus. 2012 bildete Fabjan ein neues Duo mit Andreja Vodeb. Bei der Europameisterschaft in Scheveningen schieden die Sloweninnen ohne Satzgewinn nach der Vorrunde aus.